# Robert Steiner von Pfungen
Robert Wilhelm Joseph Steiner von Pfungen, Freiherr von Pfungen, (* 6. Juni 1850 in Penzing (Wien); † 15. November 1917 in Wien) war ein österreichischer Psychiater und Mediziner.
Der Vater Eduard Freiherr Steiner von Pfungen (1802–1888) war ein hoher Ministerialbeamter. Steiner von Pfungen studierte ab 1869 Medizin an der Universität Wien und wurde 1876 promoviert. 1871 bis 1876 war er im Labor von Salomon Stricker und 1876 Aspirant, 1879 Sekundararzt und 1881 Assistent an der Psychiatrischen Klinik von Theodor Meynert im Allgemeinen Krankenhaus Wien. Nebenbei bildete er sich in den Laboratorien von Ludwig Mauthner, Ludwig Barth zu Barthenau, Heinrich Obersteiner und Ernst Ludwig fort. 1883 habilitierte er sich in Neuropathologie und 1885 übernahm er vorübergehend die Leitung der Klinik von Meynert. 1890 wurde er Privatdozent für Psychiatrie und Prosektor am Krankenhaus Wieden. 1891 wurde er Primararzt am Kaiser Franz-Josef-Spital in Wien und 1894 am Wiedner Spital.
Außer über Psychiatrie (Erkrankungen des Nervensystems) veröffentlichte er auf anderen medizinischen Gebieten wie Magen-, Darm- und Lungenerkrankungen und Behandlung bösartiger Tumoren. Er befasste sich auch mit Friedrich Nietzsche und dessen psychischer Verfassung.
Er war Autor in der Real-Encyclopädie der gesammten Heilkunde.